# Bouconvillers
Bouconvillers ist eine französische Gemeinde mit 431 Einwohnern (Stand 1. Januar 2022) im Département Oise in der Region Hauts-de-France. Sie gehört zum Arrondissement Beauvais, zum Gemeindeverband Vexin Thelle und zum Kanton Chaumont-en-Vexin.

## Geographie
Die Gemeinde Bouconvillers liegt 15 Kilometer südöstlich von Gisors in der Landschaft Vexin français an der Grenze zum Département Val-d’Oise und erstreckt sich im Osten bis an das Flüsschen Viosne und die Bahnstrecke von Paris nach Dieppe. Durch Bouconvillers führt die frühere Route nationale 15. Zu Bouconvillers gehört der Weiler Le Hameau.

## Einwohner
| Jahr                       | 1962 | 1968 | 1975 | 1982 | 1990 | 1999 | 2006 | 2012 | 2021 |
| -------------------------- | ---- | ---- | ---- | ---- | ---- | ---- | ---- | ---- | ---- |
| Einwohner                  | 167  | 180  | 167  | 323  | 350  | 362  | 370  | 371  | 439  |
| Quellen: Cassini und INSEE |      |      |      |      |      |      |      |      |      |

## Sehenswürdigkeiten
- Auf das 12. Jahrhundert zurückgehende Kirche Saint-Étienne mit achteckigem romanischem Turm auf quadratischer Basis, seit 1927 als Monument historique eingetragen[1][2]

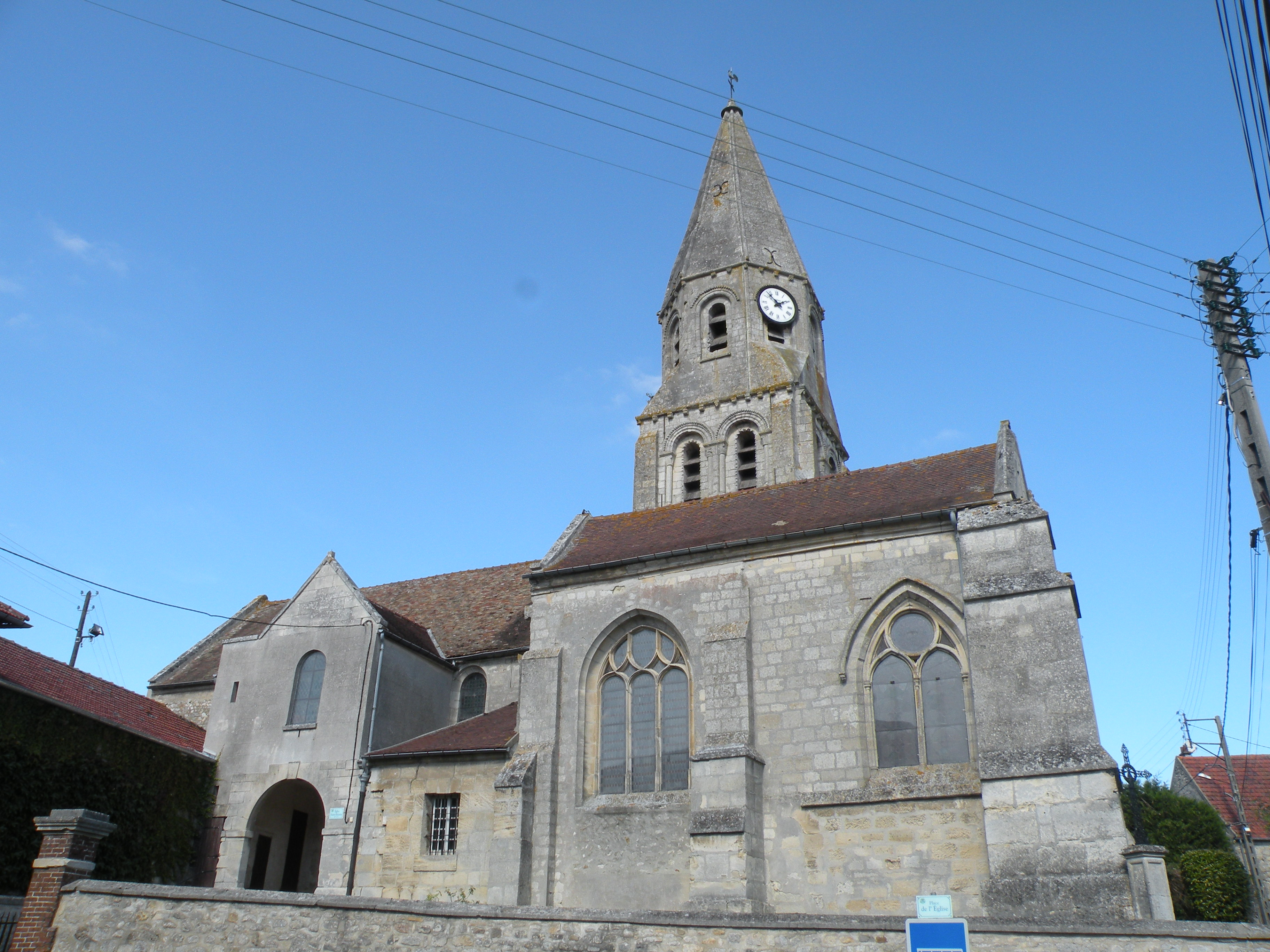
Kirche Saint-Étienne
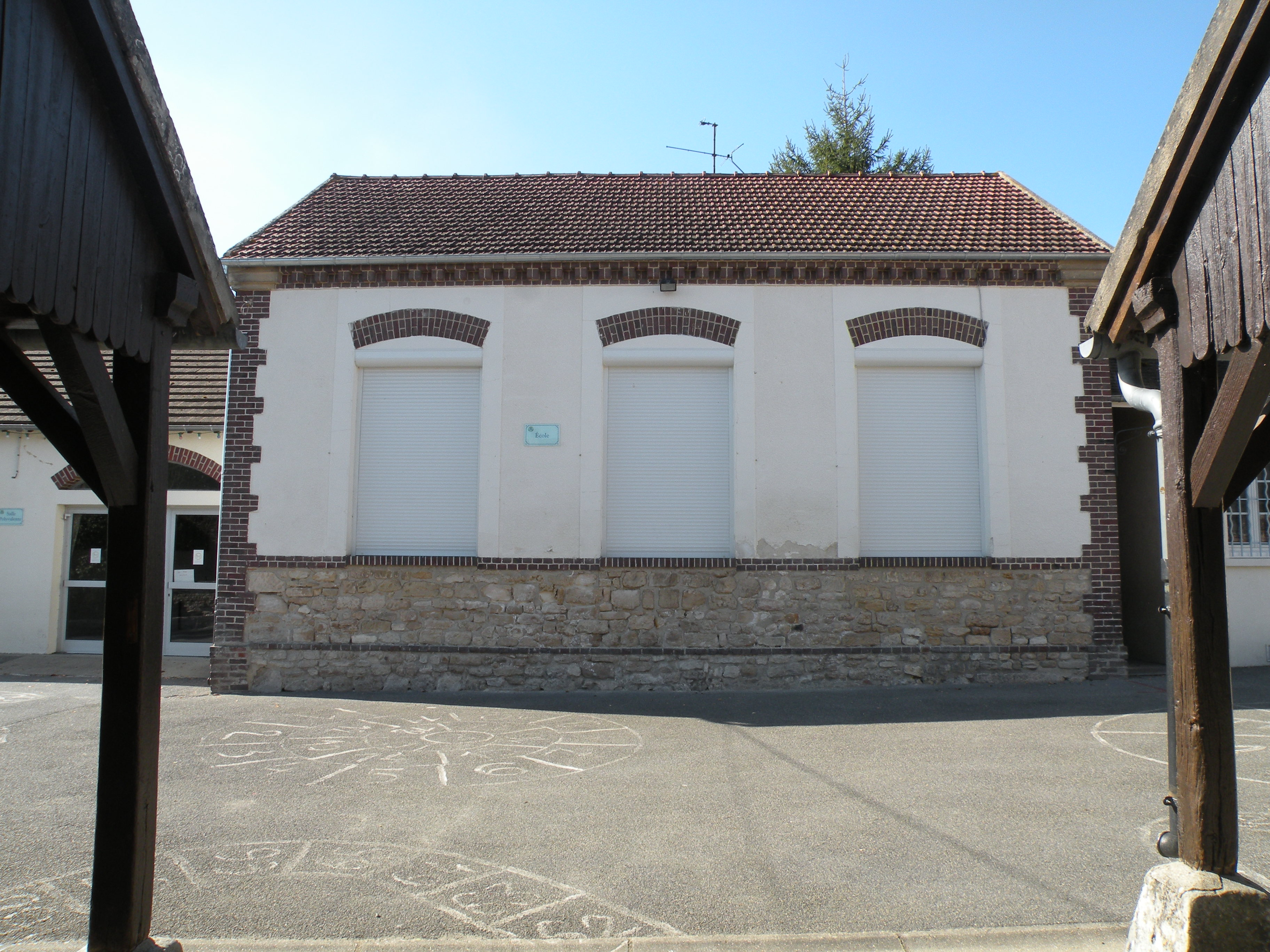
Ehemalige Schule
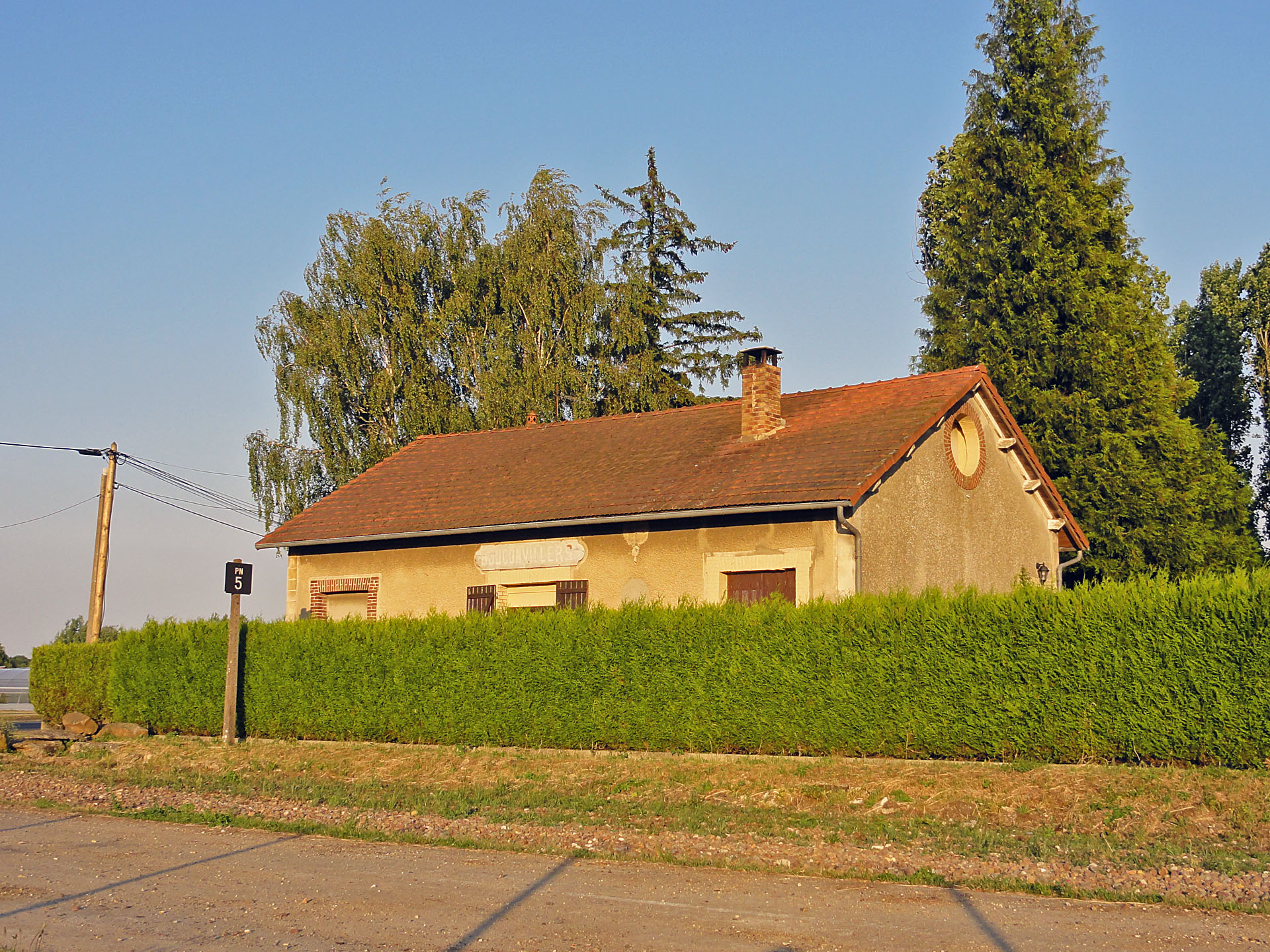
Ehemaliger Bahnhof
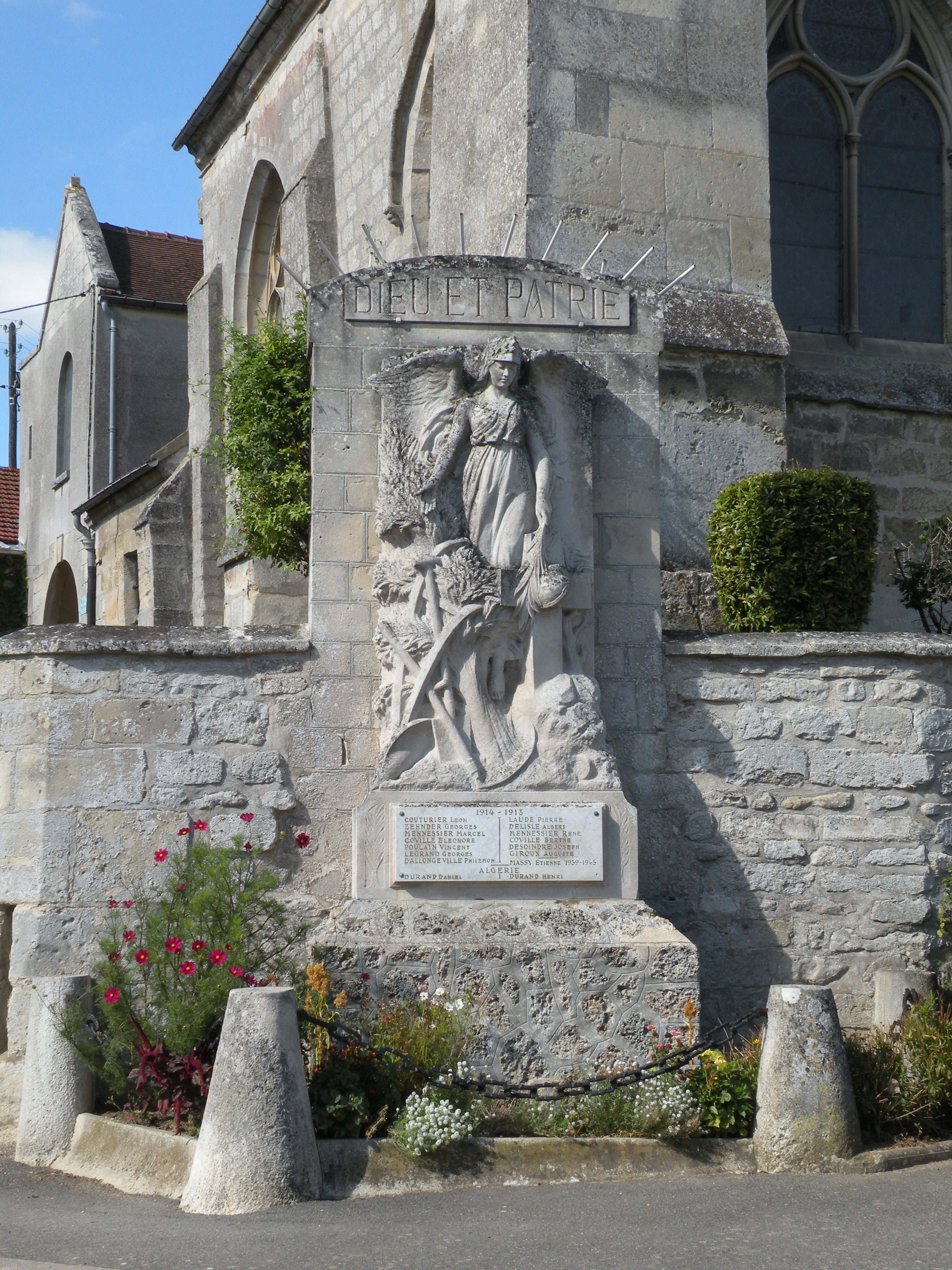
Gefallenendenkmal